# موزه اسباب‌بازی پنانگ
موزه اسباب بازی پنانگ یک موزهٔ اسباب بازی است که در ۱۳۷۰، ام کا ۲ (Mk 2)، تلوک باهانگ، پنانگ، مالزی واقع شده است. با بیش از ۱۱۰٬۰۰۰ اسباب بازی، عروسک و دیگر وسائل کلکسیونی، بزرگ‌ترین موزهٔ اسباب بازی در دنیا می‌باشد. این موزه که با وسعت ۱٬۰۰۰ مترمربع در سال ۲۰۰۵ بازگشایی شد، در کتاب رکوردهای مالزی به عنوان نخستین موزهٔ اسباب بازی در کشور ثبت گردید. موزه در هرسال به‌طور تقریبی ۱۰۰٬۰۰۰ بازدید کننده دارد.

## ساعت بازدید
ساعت فعالیت: همه روزه ۹ صبح تا ۶ عصر، شماره تماس: ۴۶۰۲۰۹۶–۰۱۲

## پیشینه
موزه توسط مهندسی به نام آقای لو لین چنگ تأسیس شد. هنگامی که در حال بازدید از موزهٔ مدل و اسباب بازی لندن بود این ایده به ذهنش خطور کرد. اولین عروسک را که در سال ۱۹۷۳ خریداری نمود، ملوان زبل بود.

## بخش‌های موزه
- غار دایناسورها
- اتاقک قهرمانان کتاب‌های کمیک
- اتاقک فانتزی
- اتاقک دلهره
- اتاقک هیولا
- میدان جنگ
- تالار زیبایی
- تالار کارتون
- تالار افراد مشهور
- تالار افسانه راک
- تالار واقعیت مجازی
- کلکسیون جنگ ستارگان

## کلکسیونها
موزه بیش از ۱۱۰٬۰۰۰ اسباب بازی و پیکره را در معرض دید گذاشته است. به خاطر اینکه فضای کافی در موزه وجود ندارد، بیش از ۳۰٬۰۰۰ اسباب بازی دیگر در انبار نگهداری می‌شوند. بعضی از اسباب بازی‌هایی که در موزه به نمایش گذاشته شده است، به صورت مستقیم از هالیوود تهیه گردیده است.
موزه دارای یک ربات گاندام ژاپنی جالب توجه با ارتفاع ۱٫۸ متر، به ارزش ۹٬۰۰۰ رینگیت مالزی است. دیگر پیکره‌های دارای ابعاد واقعی در موزه شامل بتمن، ایندیانا جونز، مرد آهنی، جک اسپارو، کینگ کونگ، پاندای کونگ‌فوکار، لارا کرافت، شرکت هیولاها، شخصیت‌های نمایشی پاور رنجرز، کلانتر وودی، شرک، سیلور سرفر، مرد عنکبوتی، سوپرمن، وال-ئی و برخی دیگر است.
کلکسیون اسباب بازی شامل شخصیت‌های دیزنی همچون صد و یک سگ خالدار، زندگی یک حشره، لیلو و استیچ، پیتر پن، پینوکیو، سفیدبرفی و هفت کوتوله، هالک، شیرشاه و پری دریایی کوچولو است. هم چنین عروسک‌های باربی، دورایمون، دراگون بال، چهار شگفت‌انگیز، هیولای فرانکنشتاین، گارفیلد، هالک، لونی تونز، مستر بین، عروسک‌های پوکمون، اسنوپی، مرد عنکبوتی، سوپرمن، دبلیودبلیوئی، مردان ایکس و برخی دیگر به نمایش گذاشته شده است.
دیوارها و سقف موزه با سوژه‌های مصری، در قالب مجسمه‌های فرعون و ابوالهول، تزئین شده است.